# 尹模
尹模（？—？），中国三国时期曹魏抚军校事。
嘉平年间，尹模等校事横行。尹模仗着得宠作威作福，作奸牟利，朝野畏惧不敢言，只有司隶校尉何曾上奏弹劾，得到朝野称赞。尹模被罢免后，黄门侍郎程晓又上疏举尹模的例子弹劾校事们，于是曹魏取消了校事官职。
在司马师废黜曹芳的政变中，群臣上书郭太后请求废帝，其中有“大长秋臣模”，潘眉认为可能是尹模。
西晋年间何曾去世后，博士秦秀认为何曾弹劾尹模是臣子事上之道。